# Civico orto botanico Ulisse Aldrovandi
Il Civico orto botanico "Ulisse Aldrovandi" è un orto botanico comunale situato a San Giovanni in Persiceto in vicolo Baciadonne 1. Il suo codice di identificazione internazionale come istituzione botanica è ULIS.

## Storia
L'orto botanico è stato istituito nel 1985, e nominato così in onore del celebre naturalista, botanico ed entomologo Ulisse Aldrovandi.

## Collezioni
Al suo interno si possono rinvenire oltre 300 specie specie botaniche della Pianura Padana e dell'Emilia-Romagna, a cui si aggiungono diverse essenze di regioni limitrofe o di interesse storico o testimoniale. L'orto botanico offre poi delle ricostruzioni di ambienti, come una piccola zona umida, una roccera, siepi, un bosco, un'area prativa ad evoluzione spontanea e una sezione di piante officinali. Dal 2006 è disponibile una guida con schede monografiche di molte piante presenti nell'orto.

## Strutture
Assieme ad un osservatorio astronomico, un planetario e un museo di meteoriti e altri minerali, l'orto botanico fa parte del Museo del Cielo e della Terra.